# Tapeinosperma koghiense
Tapeinosperma koghiense är en viveväxtart som beskrevs av André Guillaumin. Tapeinosperma koghiense ingår i släktet Tapeinosperma och familjen viveväxter. Inga underarter finns listade i Catalogue of Life.